# Yang Xiao
Yang Xiao (xinès: 楊曉)  (valor desconegut, 6 de març de 1964) és una exremadora xinesa que va competir sota bandera durant la dècada de 1980.
El 1984 va prendre part en els Jocs Olímpics de Los Angeles, on fou vuitena en la prova del quatre amb timoner del programa de rem. Quatre anys més tard, als Jocs de Seül, disputà dues proves del programa de rem. Guanyà la medalla de plata en la competició del quatre amb timoner, formant equip amb Hu Yadong, Li Ronghua, Zhang Xianghua i Zhou Shouying; i la de bronze en la prova del vuit amb timoner. En el seu palmarès també destaca una medalla d'or als Jocs Asiàtics de 1986.